# 漯底山
漯底山，是一座位於高雄市彌陀區的山丘，長約800公尺，寬約600公尺，標高約52公尺，由泥火山泥漿堆積而成，為惡地地形，目前仍有兩個小型噴泥口。漯底山為台灣泥火山泥漿分佈規模最大，且為最接近海濱之代表。
漯底山為早年由陸軍砲兵單位駐守，直至2006年軍方撤哨，交由當時的彌陀鄉公所代管並成立「漯底山自然公園」，現有登山休閒步道、觀景台等休閒設施。

## 傳說
相傳，鹿山與壽山的山神每逢玉皇大帝生日，便會一同前往天庭祝壽。在旅途中，兩位山神常藉各自的神通互相較量。
壽山山神自稱：「我身形高大，可遠眺西方海峽對岸的五大名山——泰山、華山、嵩山、衡山與恆山。」鹿山山神則不甘示弱，反駁道：「這有何稀奇？我比雲還高，甚至能直視天庭。」兩人爭論不休，聲音驚動了玉皇大帝。玉皇大帝聽後大為震怒，遂命雷公降下神威懲罰鹿山山神。
隨著雷鳴電閃之間，天地變色，一聲巨響過後，鹿山的上半部被雷擊摧毀，並飛落至彌羅港的「頂厝庄」，即今日漯底山所在位置。漯底山因此形成中央凹陷的地形，古時又被稱為「凹底山」。而原地僅剩的鹿山半截，後人則將其稱為「半屏山」。

## 漯底山自然公園登山步道改善工程
2018年彌陀區公所提出「漯底山自然公園登山步道改善工程」計畫，共花費八百萬，於該年五月已完工啟用。